# Srednjoškolsko obrazovanje odraslih
Srednjoškolsko obrazovanje odraslih obuhvaća posebne programe za stjecanje srednje školske ili stručne spreme, niže stručne spreme, programe prekvalifikacije i programe osposobljavanja i usavršavanja.
Prema Zakonu o zaštiti na radu svaka osoba koja rukuje određenim strojem ili alatom mora za to biti stručno osposobljena.
Programi su prilagođeni dobi, prethodnom obrazovanju, znanju, vještinama i sposobnostima odraslih, a donosi ih ustanova koja ih izvodi na temelju nastavnog programa redovite srednje škole. Program srednjoškolskog obrazovanja odraslih može izvoditi srednja škola, pučko otvoreno učilište ili druga ustanova ako ima potreban broj nastavnika i stručnih suradnika za izvođenje programa i ispunjava uvjete propisane aktom iz članka 22. stavka 3. Zakona o srednjem školstvu.
Troškove srednjoškolskog obrazovanja odraslih snose odrasli neposredno ili pravna osoba čiji je djelatnik ili Zavod za zapošljavanje.
Obrazovanje odraslih važna je komponenta sustava cjeloživotnog učenja. Generalna je konferencija UNESCO-a 1976. godine koncept obrazovanja odraslih definirala na način da uključuje skup svih organiziranih obrazovnih procesa, sadržaja, razina i metoda, bez obzira na to nastavlja li osoba ili zamjenjuje započeto školovanje, razvija svoje sposobnosti i proširuje znanje ili poboljšava svoje tehničke ili stručne kvalifikacije. Takve aktivnosti mijenjaju stavove ili ponašanje u perspektivi osobnog razvoja pojedinca i u perspektivi sudjelovanja u uravnoteženom i nezavisnom socijalnom, gospodarskom i kulturnom razvoju.